# Skepnaden
Utraderingen är en fantasyroman av författaren Terry Goodkind samt den tjugoandra delen i bokserien Sanningens svärd. Romanen utgör den första halvan av dess originalverk, Phantom.